# Fritz Korter

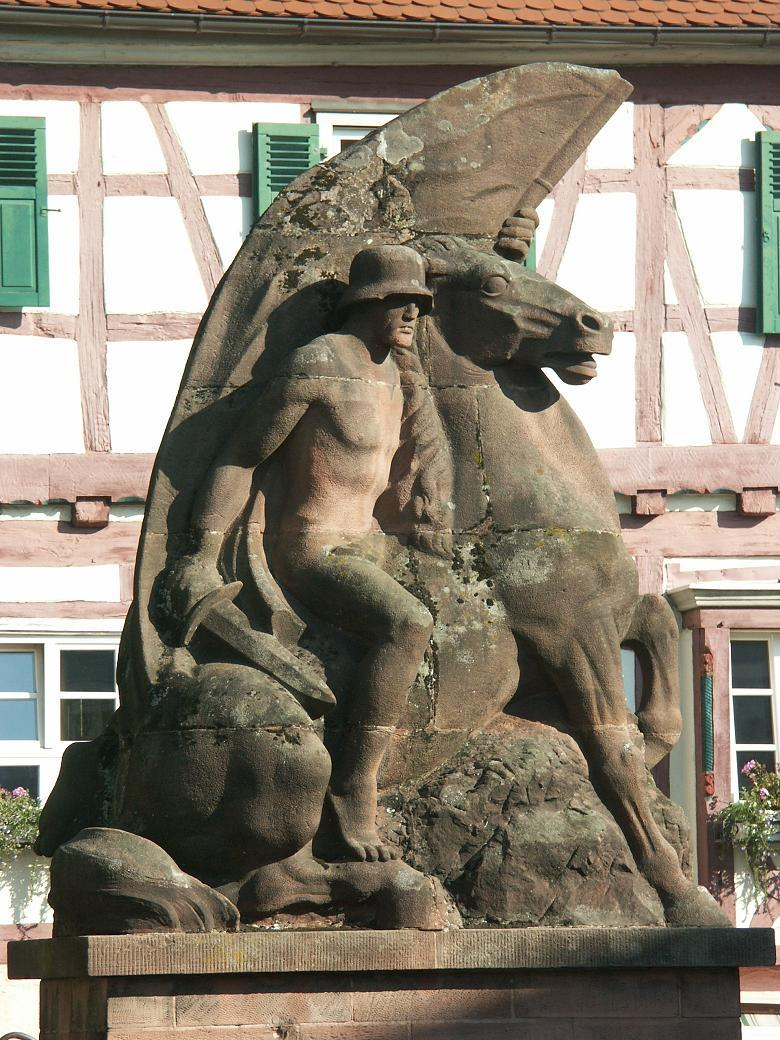
Das Kriegerdenkmal 1914–18
in Dahn

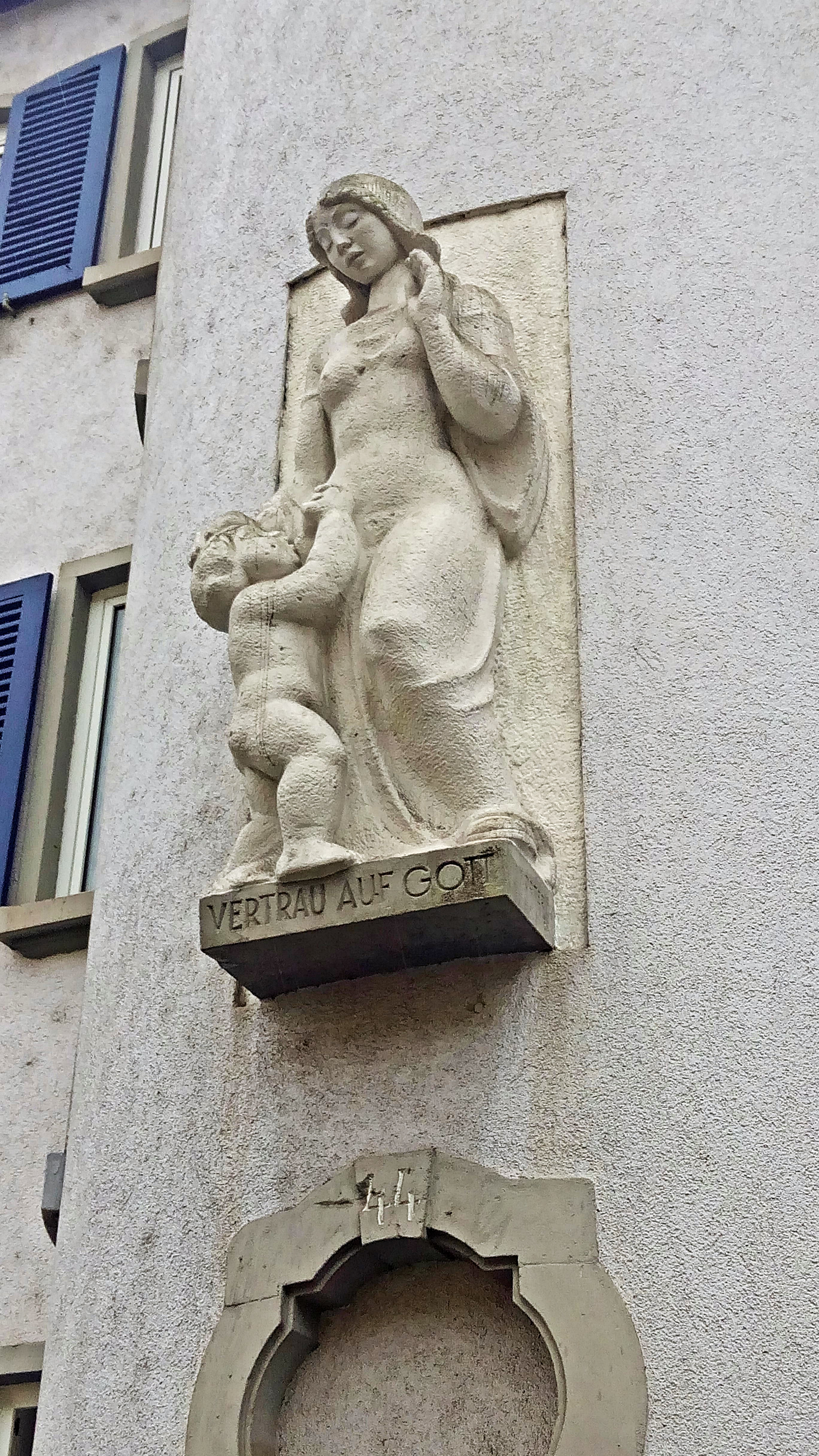
Neustadt/Weinstraße, Friedrich-Ebert-Str. 44, Figurengruppe „Vertrau auf Gott“, 1936

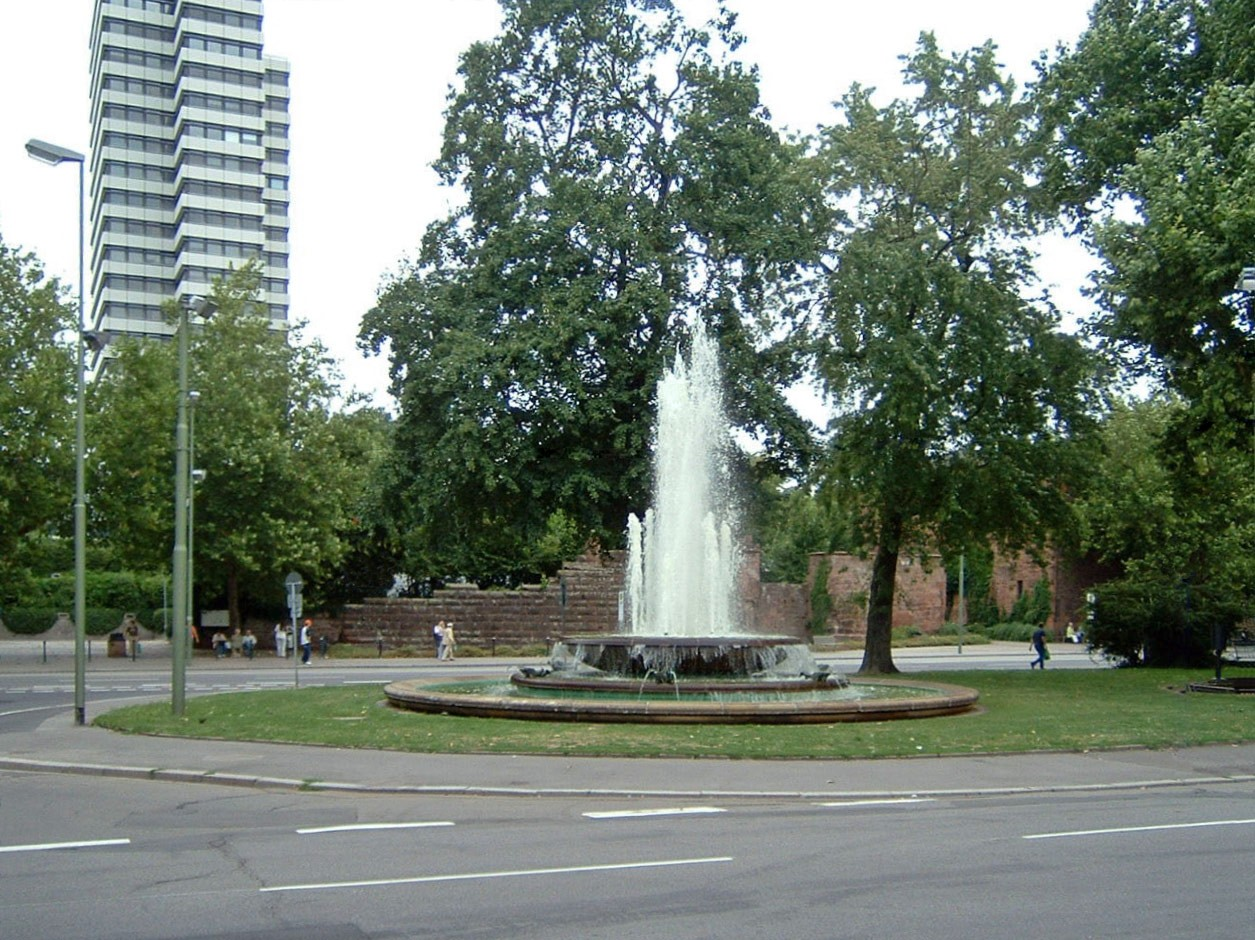
Der Fackelbrunnen
in Kaiserslautern

Fritz Korter (* 4. März 1892 in Kaiserslautern; † 7. Juni 1945 in Worms) war ein deutscher Bildhauer.

## Leben
Fritz Korter wurde als Sohn von Lorenz Korter und Magdalene, geb. Born, 1892 in Kaiserslautern geboren. Gestorben ist Fritz Korter mit nur 53 Jahren in Worms an Erschöpfung, als er sich 1945 auf dem Heimweg aus dem Osten befand. Fritz Korter war mit dem Maler Otto Dill und dessen Frau Emmy Dorothea geb. Schleidt eng befreundet. Sie adoptierten den früh verwaisten Sohn Korters. Florian Dill-Korter war später Opernsänger in Mannheim.

## Werdegang
Zunächst arbeitete Fritz Korter als Schreiner. Von 1912 bis 1920 besuchte er in München die Akademie der Bildenden Künste und war dort Schüler von Erwin Kurz, Adolf von Hildebrand und Fritz Behn. Daran schloss sich ein kurzer Aufenthalt in Freiburg an.
1921 ließ er sich als freischaffender Bildhauer in seiner Geburtsstadt nieder und zog 1923 in ein Atelier auf dem Einsiedlerhof.
Seit 1922 war Fritz Korter Mitglied im Bund Pfälzer Künstler, später gehörte er auch der Arbeitsgemeinschaft Pfälzer Künstler an. Ab 1928 war er mehrfach Jurymitglied bei Ausstellungen der APK.
1930 beteiligte er sich an der Ausstellung des neu gegründeten Freien Bundes Pfälzischer Bildhauer.

## Werke
Unter den wenigen Werken, die von Fritz Korter erhalten sind, zeugen einige von der Zusammenarbeit mit Hermann Hussong, dem Architekten und Leiter der Bau-AG Kaiserslautern.
So schuf Fritz Korter 1924/1925 für die Wohnanlage St.-Marien-Platz 13, in der auch die Verwaltung der Bau-AG Platz fand, eine aus dem damals üblichen Betonguss gefertigte Frauen-Statue. Diese auch „Mädchen“ genannte Figur wurde auf dem Treppenturm des Gebäudes angebracht. Bei der Sanierung im Jahr 2002 verschwand die Plastik. Da die Bau-AG über ein Modell der Plastik verfügte, konnte sie auf Initiative des Vereins für Baukultur und Stadtgestaltung Kaiserslautern durch die Bildhauerin Bärbel Schmitt aus Sandstein des Steinbruchs Picard wiederhergestellt werden. Sie steht seit 2014 auf dem Norbert-Thines-Platz gegenüber der St.-Marienkirche.
Ebenfalls bei einem Gebäudekomplex der Bau-AG, dem sogenannten Rundbau an der Königstraße, befindet sich ein Ende der 1970er Jahre zum Brunnen umfunktioniertes Planschbecken. Seit dem 26. Juni 1989 wird die Anlage durch die Skulptur „Die zwei Schwestern“ von Fritz Korter ergänzt. Ursprünglich hatte der Bildhauer sie als Brunnenplastik für die Villa Stähler am Rittersberg 13 gefertigt. Seit dem Abriss der Villa 1989 im Zuge des Neubaus des Theaters schmückt das Werk aus Kunststein den geraden Beckenrand im Innenbereich des Rundbaus.
1925 schuf Fritz Korter zwei „Rossebändiger“ zur Eröffnung des damaligen Ausstellungsgeländes in Kaiserslautern, das von Hermann Hussong geplant worden war. Die Skulpturen wurden von Fritz Korter aus einem in klassischer Schaltechnik gegossenen Block aus Terrazzo-Mörtel Schritt für Schritt herausgearbeitet. Bei der Zerstörung der gesamten Ausstellungsanlage am 1. Januar 1945 wurde die eine Skulptur schwer beschädigt, die leicht beschädigte andere blieb übrig. 1957 wurden die Ruinen der Ausstellungshalle gesprengt, der heutige Volkspark entstand an dieser Stelle. Die Skulptur geriet in Vergessenheit. Sie wurde 1984 erstmals von Efeu befreit und mit einem Dampfstrahler gereinigt und ausgebessert. Eine dauerhafte Restaurierung fand ab August 2005 unter der gestalterischen Beratung durch die Meisterschule für Handwerk in Kaiserslautern statt. Am 19. Mai 2006 wurde die Skulptur vom damaligen Oberbürgermeister Bernhard J. Deubig enthüllt, sie ist das Einzige, das heute noch an das frühere Ausstellungsgelände erinnert.
Der von Fritz Korter aus Obersulzbacher Sandstein gemeißelte Fackelbrunnen in der Stadtmitte von Kaiserslautern wurde am 30. April 1939 eingeweiht. Er stand damals im Zentrum eines Rondells, von dem sechs Straßen ausgingen. Im Zuge des Baus des Karstadt-Kaufhauses 1975 fand eine Umstrukturierung statt, der Brunnen musste weichen. Heute hat er seinen Platz in der neugestalteten Stadtmitte von Kaiserslautern unweit seines ursprünglichen Standorts.
In Neustadt an der Weinstraße befindet sich im Schöntal ein Stadion, das in der nationalsozialistischen Zeit zu parteipolitischen Zwecken und als Übungs- und Wettkampfstätte genutzt wurde. 1941 wurde im Eingangsbereich des Stadions ein Adler angebracht, den Fritz Korter aus Haardter Sandstein geschaffen hatte.
Ebenfalls in Neustadt an der Weinstraße ist eine Figur von 1936 erhalten geblieben, die den Treppenhaus-Turm des Hauses Friedrich-Ebert-Str. 44 ziert. Unter der Darstellung mit einer Frau mit Kind findet sich die Inschrift: „Vertrau auf Gott“.
Verschollen sind folgende Figuren: fünf Figuren auf dem getreppten Giebel der Kreisbauernkammer, Fischerstraße Kaiserslautern, Figuren an der Außenfassaden des Arbeitsamtes Pirmasens, an der Städtischen Sparkasse Zweibrücken, am Hauptportal des Amtsgerichts in Ludwigshafen, geschaffen 1930, sowie der 1937 geschaffene „Merkur“ an der Friedrich-List-Schule Saarbrücken.
Auf dem Kaiserslauterer Hauptfriedhof gestaltete Fritz Korter die Gräber der Familien Dr. Zschocke, Holzwaren-Hersteller, und Engelhardt sowie Becker. In Friedrichshafen stammt das Grabmal der Familie Dr. Dornier von ihm.
In Ludwigshafen schuf Fritz Korter das BASF-Ehrenfeld für die Opfer des Explosionsunglücks 1921 aus Muschelkalk. 1932 wurde in Zweibrücken das Regimentskriegerdenkmal 1914–18 des Königlich Bayerischen 22. Infanterie-Regiments 'Fürst Wilhelm von Hohenzollern' enthüllt. In Dahn befindet sich das von Fritz Korter gestaltete Kriegerdenkmal 1914–18 auf dem Marktplatz, weitere gibt es in Schmalenberg, Oberlustadt und Horschbach.
Fritz Korter schuf einige Büsten, so die von Otto Dill, von Anton Weiher, von Schulmöbelfabrikant Kommerzienrat Gottfried Zschocke, dem Grafiker Carl Maria Kiesel, Wengenmayr, dem Opernsänger Stojewski u. a.